# HoneyPuu
HoneyPuu (* 14. Januar 2000 bei Koblenz; bürgerlich Isabell Schneider) ist eine deutsche Webvideoproduzentin, Streamerin.

## Leben
Isabell „Isa“ Schneider, nach eigenen Angaben Russlanddeutsche, deren Familie aus Kasachstan stammt, wuchs im Raum Koblenz auf. Nach der Schule begann sie eine Ausbildung zur IT-Systemkauffrau, diese brach sie aber ab. Zeitgleich begann sie mit dem Streamen von Videospielen auf Twitch.
Seit Anfang 2022 war Schneider mit Sascha Hellinger, der unter dem Pseudonym unsympathischTV bekannt wurde, liiert. Nachdem Zuschauer 2023 einige Wochen über die Trennung der beiden spekulierten, machten sie diese im Oktober 2023 bekannt.
Anfang 2024 zog sie auf die portugiesische Insel Madeira.

## Medial

### Twitch
Ihren Twitch-Kanal erstellte HoneyPuu im Dezember 2018 und begann im selben Monat darauf zu streamen, vor allem spielte sie League of Legends, das sie bereits privat seit 2013 spielt und das sie über andere LoL-Streamer auch zum Streaming brachte. Mittlerweile spielt sie auch häufig andere Spiele, wie Valorant, Call of Duty oder Minecraft.
Durch Rezeption über andere Streamer und Twitch-Compilations erreichte Schneider schnell größere Bekanntheit und hatte 2019 bereits über 150.000, 2021 dann 300.000 Follower auf Twitch.
Im Jahr 2023 hatte HoneyPuu auch im internationalen Vergleich großen Erfolg. Im Januar 2023, der ihr erfolgreichster Monat war, war sie auf dem ersten Platz der meistgeschauten Streamerinnen weltweit. Die Top-10 der erfolgreichsten Twitch-Streamerinnen konnte sie auch später wieder erreichen. Sie ist hinter Reved die deutsche Streamerin mit den zweitmeisten Followern auf Twitch und häufig auf Platz eins der deutschen Streamerinnen-Charts.

### YouTube
Sie erstellte ihren YouTube-Kanal im September 2019.
Auf dem Kanal werden regelmäßig Reaktionen und Stream-Zusammenfassungen hochgeladen. Unregelmäßig gibt es Vlogs aus dem privaten Leben, z. B. von Reisen und Events.

### Gastauftritte
Schneider wurde bereits mehrmals zu der Late-Night Show World Wide Wohnzimmer eingeladen, erstmals 2021 zu einem Interview. Im Jahr 2023 wurde sie, unter anderen aufgrund ihrer Erfolge als „Streaming-Star“ erneut zu World Wide Wohnzimmer eingeladen. Dabei nahm sie an beliebten Formaten wie „Erkennst du den Song“ oder „Ich hab noch nie“ teil.
Im März 2023 trat Schneider in dem 1Live-Format „Fragenhagel“  auf. Hierbei muss schnell hintereinander auf Fragen geantwortet werden.

### Sonstiges
Verschiedene Magazine beschrieben HoneyPuu durch ihren Erfolg als „Social Media-Größe“, „beliebteste deutsche Streamerin“ oder „neue Königin von Twitch“. Anfang 2024 machte sie erneut Schlagzeilen, als sie auf Instagram vom amerikanischen Rapper Tyga angeschrieben wurde.